# プリュタニス
プリュタニス（希：Πρύτανις、ラテン文字転記：Prytanis、在位：紀元前860年-紀元前830年）はエウリュポン朝のスパルタ王である。
プルタルコスによれば、詩人のシモニデスはプリュタニスはエウノモスと立法者リュクルゴスの父であるとしているようであるが、その一方でヘロドトスはプリュタニスはエウリュポンの子でポリュデクテスの父であるとしており、またパウサニアスはプリュタニスはエウリュポンの子で、エウノモスの父であるとしている。このようにプリュタニスの親子関係は錯綜している。
プリュタニスの治世の下でスパルタはキュヌリアと戦い、またアルゴスとの関係が悪化した。

## 註
1. ↑  プルタルコス, 「リュクルゴス」, 1
2. ↑  ヘロドトス, VIII. 131
3. ↑  パウサニアス, III. 3. 2
4. ↑  ibid, III. 7. 2